# Saint-Divy
Saint-Divy è un comune francese di 1 354 abitanti situato nel dipartimento del Finistère nella regione della Bretagna.
Il territorio comunale ospita le sorgenti del fiume Aber-Benoît.

## Società

### Evoluzione demografica
Abitanti censiti